# Stazione di Vaprio d’Agogna
Stazione di Vaprio d'Agogna vasútállomás Olaszországban, Vaprio d’Agogna településen.

## Vasútvonalak
Az állomást az alábbi vasútvonalak érintik:
- Domodossola-Novara-vasútvonal

## Kapcsolódó állomások
A vasútállomáshoz az alábbi állomások vannak a legközelebb:
- Stazione di Momo
- Stazione di Suno